# Uttwil
Uttwil – miejscowość i gmina (Politische Gemeinde) w północno-wschodniej Szwajcarii, w kantonie Turgowia, w okręgu (Bezirk) Arbon. Leży nad Jeziorem Bodeńskim. 

## Demografia
W Uttwil mieszkają 1 934 osoby. W 2021 roku 18,5% populacji gminy stanowiły osoby urodzone poza Szwajcarią. 

## Transport
Przez teren gminy przebiega droga główna nr 13.